# Piano con pedales

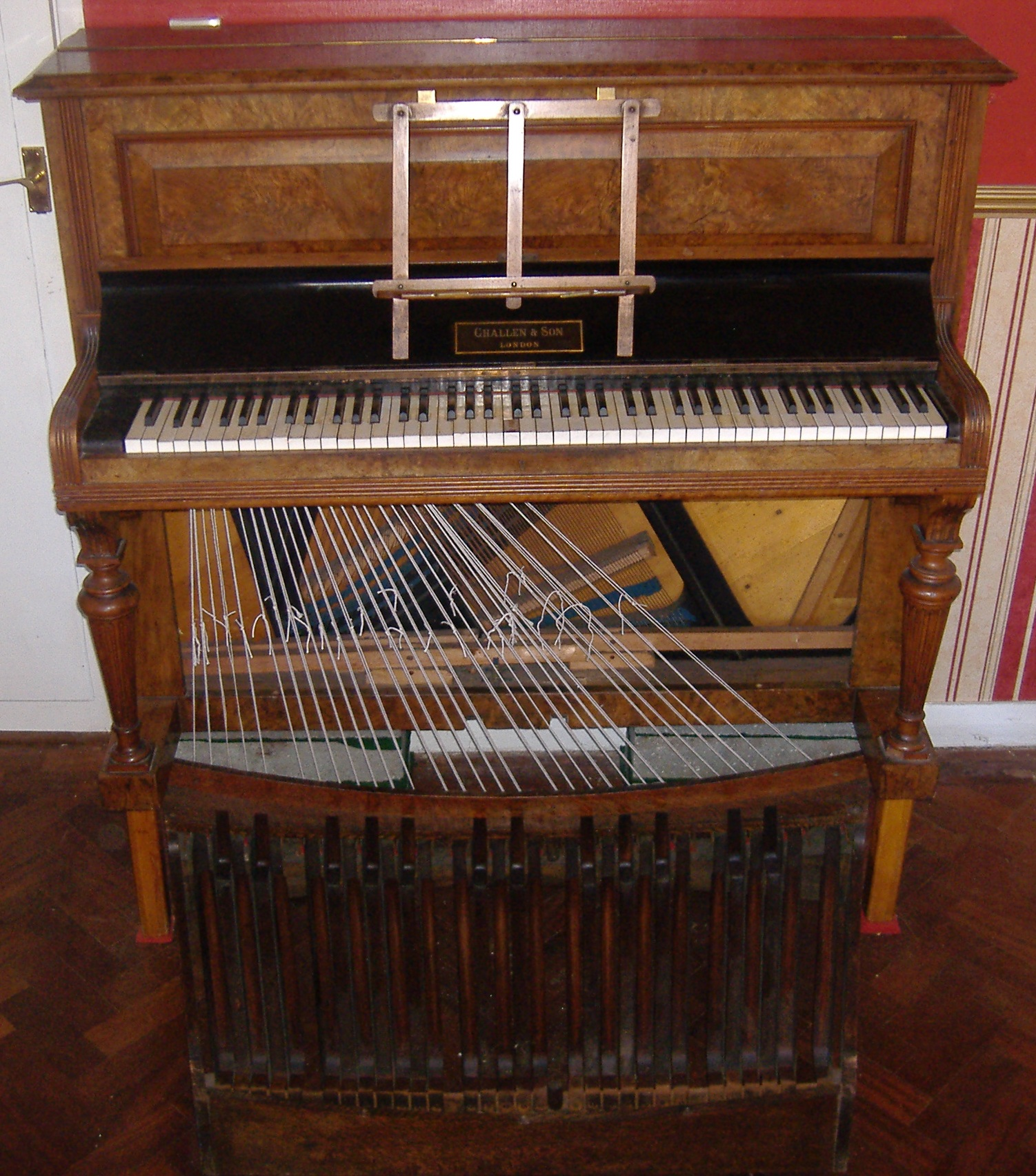
Un piano con pedales vertical.

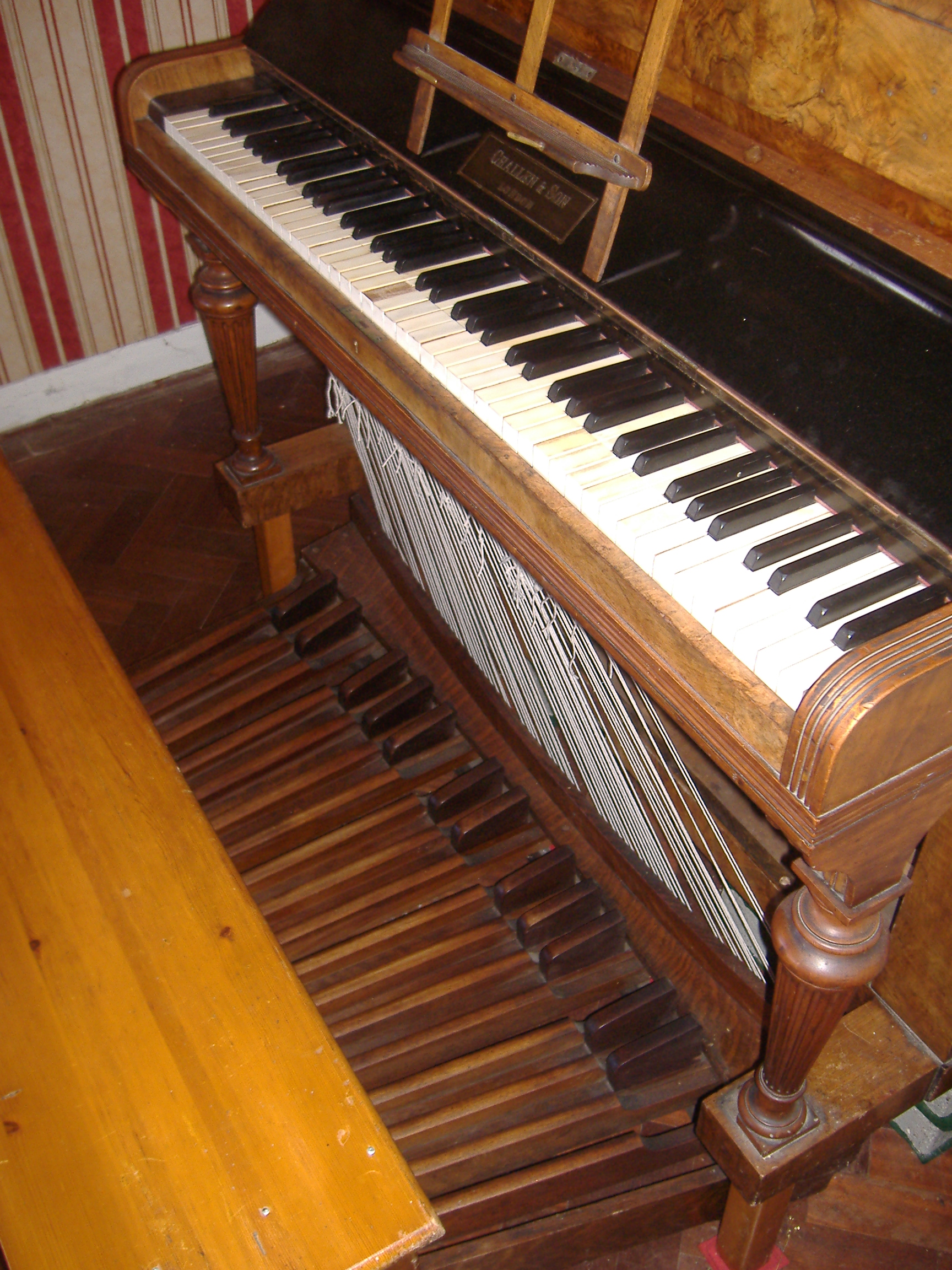
Otra vista del mismo piano.

El piano con pedales es un tipo de piano que incluye un pedalero, habilitando el registro grave para ser interpretado con los pies al igual que un órgano común.
Existen dos tipos de piano de pedal: el piano que tiene el teclado como una parte incorporada del instrumento, usando las mismas cuerdas y el mecanismo que el teclado manual; o el piano menos común, que consta de dos pianos independientes (cada uno con su mecanismo y cuerdas separados) que es colocado uno encima del otro, el superior para ser interpretado con las manos como un piano normal y el inferior para interpretar el registro grave con los pies.

## Historia
Los antecesores del piano de pedal son el clavicordio de pedal y el clavecín de pedal. La primera cita de un clavicordio con pedales apareció alrededor del año 1460 en una sección dedicada a instrumentos musicales en un tratado enciclopédico escrito por el erudito Paulus Paulirinus (1413-1471). Los organistas usarían estos instrumentos para la interpretación cuando no tenían a nadie disponible para mover el fuelle para un órgano de iglesia o, en invierno, para evitar tener que practicar en un órgano de iglesia en una iglesia sin calefacción. Johann Sebastian Bach fue propietario de un clavecín de pedal y sus Seis sonatas a trío para órgano, BWV 525-530, Passacaglia y fuga en do menor, BWV 582 y otras obras tenían un buen sonido cuando se tocaban con este instrumento.
Wolfgang Amadeus Mozart poseyó un fortepiano con pedales independientes, construidos para él en 1785 por Anton Walter. Menciona la improvisación en público sobre tal instrumento en cartas a su padre. En el manuscrito firmado del Concierto en re menor K 466, compuesto el mismo año, las notas graves son evidentes.
Louis Schone fabricó un pedalflügel para Robert Schumann en 1843, cuando éste se hallaba en Dresde. Schumann prefirió un piano vertical de pedal; su teclado de pedal tenía 29 notas y fue unido con un mecanismo colocado detrás del piano junto a una caja de resonancia especial, cubierto con 29 cuerdas. Schumann escribió varias obras para el piano de pedal y era tan entusiásta sobre el instrumento que convenció a Felix Mendelssohn-Bartholdy, que poseía un piano de cola con pedales, para que organizara un curso en la Escuela superior de música y teatro "Felix Mendelssohn" en Leipzig. Charles-Valentin Alkan también era dueño de un piano de pedal, marca Pleyel, y compuso varias obras para este instrumento, en el estilo virtuoso que se encuentra en sus otras obras de piano.
El instrumento nunca se hizo muy popular en los años 1900 y siempre ha sido considerado una rareza. Sobre todo es usado para permitir a los organistas practicar en casa, como el clavicordio de pedal y el clavecín eran hace siglos, en vez de ser usado para interpretar el repertorio de un piano de pedal. En los años 2000, los pianos de pedal son fabricados en el taller de Borgato en Italia. Esta empresa hace un instrumento de registro de bajo independiente unido a una tabla de pedal, sobre la cual un piano de cola puede ser colocado. Borgato amplió el registro del piano inferior a 37 notas (en lugar de las 30 o 32 que tiene un piano con pedales estándar). Kevin Bowyer ha realizado composiciones para este instrumento en años recientes, aunque interprete sus obras sobre un órgano.

## Composiciones para piano con pedales

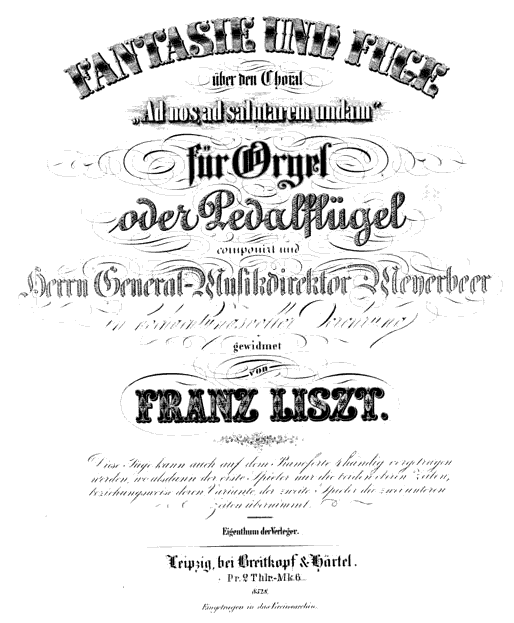
Portada de una de las primeras ediciones de Fantasie und Fuge über den Choral "Ad nos, ad salutarem undam" from Meyerbeer's "Prophet" de Franz Liszt.

- Alexandre Pierre François Boëly (1785–1858)
  - Twelve pieces Op.18
- Robert Schumann (1810-1856)
  - Studien op. 56
  - Skizzen Op. 58
  - Six Fugues on B-A-C-H- Op. 60
- Franz Liszt (1811–1886)
  - Fantasie und Fuge über den Choral "Ad nos, ad salutarem undam" de El profeta de Meyerbeer
- Charles Valentin Alkan (1813-1888)
  - Twelve Ètudes pour les pieds seulement
  - Benedictus in D minor Op. 54
  - Thirteen Prières Op. 64
  - Eleven Grands Préludes et une transcription du "Messiah" de Händel Op. 66
  - Impromptu sur le choral de Luther "Ein Feste Burg ist unser Gott" Op. 69
  - Bombardo-Carillon for pedal-piano, four feet (or piano four hands)
- Charles Gounod (1818-1893)
  - Fantasie sur l'hymne national russe, Suite Concertante and Danse Roumaine and orchestra,
  - Marcia Solenne
  - Larghetto for violin, viola, cello and piano with pedalboard
- Camille Saint-Saëns (1835–1921)
  - Concierto para piano con pedales y orquesta (primera versión del Concierto para piano n.º 2)
- Léon Boëllmann (1862–1897)
  - Twelve pieces Op. 16
- Franco Oppo (1935-)
  - "Freu dich sehr o meine Seele" (2000)
- Fabrizio Marchionni (1976-)
  - "S'Indàssa" (2000)
- Jean Guillou (1930-)
  - "Epitases" (2002)
- Charlemagne Palestine
  - Compositions for pedal piano (2005)